# Bni Ahmed Imoukzan
Bni Ahmed Imoukzan  (in arabo بني أحمد اموكزان‎?) è un centro abitato e comune rurale del Marocco situato nella provincia di Al-Hoseyma, regione di Tangeri-Tetouan-Al Hoceima. Conta una popolazione di 9 086 abitanti (censimento 2014).